# 6995 Minoyama
6995 Minoyama este un asteroid din centura principală de asteroizi.

## Descriere
6995 Minoyama este un asteroid din centura principală de asteroizi. A fost descoperit pe 24 ianuarie 1996 la Oizumi de Takao Kobayashi. El prezintă o orbită caracterizată de o semiaxă mare de 2,53 ua, o excentricitate de 0,18 și o înclinație de 4,5° în raport cu ecliptica.